# Вардениски хребет
Вардениският хребет или Южносевански хребет ({на арменски: Վարդենիսի լեռնաշղթա; на руски: Варденисский (Южно-Севанский) хребет) е планински хребет, част от система на Арменската планинска земя.
Простира се на около 60 km от запад на изток, южно от езерото Севан в източната част на Армения. На запад се свързва с Гегамския хребет, а на изток – с Източносеванския хребет. Максимална височина връх Варденис 3522 m, (40°00′40″ с. ш. 45°32′21″ и. д. / 40.011111° с. ш. 45.539167° и. д.), издигащ се в източната му част. Изграден е от базалти и андезити. От северните му склонове водят началото си малки и къси реки (Аргичи, Мартуни, Варденис, Байдара и др.), вливащи се в Севан, а от южния му склон – река Артачай (ляв приток на Аракс) и множество нейни десни притоци. Склоновете му са покрити с планински ксерофитни степи, а най-високите части – с алпийски пасища. В средната си част се пресича от Салимския проход (2410 m), по който преминава шосе между сгт Ехегнадзор и Мартуни. По южното му подножие са разположени град Джермук и сгт Ехегнадзор, а по северното, на брега на езерото Севан – сгт Мартуни.

## Топографска карта
- К-38-XХХІV М 1:200000[2]
- J-38-7 М 1:100000[3]
- J-38-8 М 1:100000[4]